# Канатов, Иван Михайлович
 Иван Михайлович Канатов  (1810—1892) — вице-губернатор Херсонской губернии.

## Биография
После окончания Слободско-Украинской гимназии в 1824 году поступил в Императорский Харьковский университет и в 1828 году окончил в нём курс со степенью действительного студента. Поступил на службу в канцелярию новороссийского и бессарабского генерал-губернатора.
Принимал участие в работах комиссии по принятию мер против чумной заразы в Одессе и по доставлению продовольствия в этот город по случаю его оцепления, и за свои труды в 1830 году всемилостивейше пожалован бриллиантовым перстнем.
В том же году участвовал в комитете для прекращения в Одессе холеры. В следующем году за труды по делам о переселении запорожцев из турецких пределов, награждён годовым окладом жалованья, пожалован в титулярные советники и получил в награду бриллиантовый перстень.
С 20 февраля 1838 года состоял начальником хозяйственного отделения, с 10 августа 1843 года — членом совета Одесского приказа общественного призрения, с 16 июля 1854 года назначен на должность херсонского вице-губернатора.
Произведённый 26 января 1862 года в чин действительного статского советника, он был назначен на должность председателя Херсонской казённой палаты, которую занимал продолжительное время; 14 марта 1886 года по прошению был уволен в отставку с мундиром и пенсией в 2600 рублей в год.
Скончался в 1892 году.

## Награды
- орден Св. Анны 2-й ст. с императорской короной (1852)
- орден Св. Владимира 3-й ст. (1859)
- орден Св. Станислава 1-й ст. (1868)
- орден Св. Анны 1-й ст. (1877)